# Dack Rambo
Dack Rambo, născut cu numele de Norman Rambo (n. 13 noiembrie 1941 – d. 21 martie 1994) a fost un actor american, care a interpretat rolul Jack Ewing în filmul serial distribuit de către CBS Dallas, în perioada 1985-1987.